# 高松市立上西小学校
高松市立上西小学校（たかまつしりつ かみにししょうがっこう）は、香川県高松市塩江町にあった公立小学校。

## 概要
高松市南部の讃岐山脈の中山間地域に位置していた。

## 学校データ
- 児童数：7人（2013年度[1]）

学校施設（平成25年5月1日現在）
- 普通教室：3教室
- 特別教室：8教室
- 校舎面積：1094m2
- 体育館面積：386m2
- プール設置：あり
- 学校給食の型：完全

## 歴史

### 沿革
- 1875年　- 内場小学校開設[2]。
- 1878年　- 鷹山小学校認可。1883年廃校。
- 1883年　- 安原第2分校、第3分校、第4分校設置。
- 1887年　- 安原第2分校廃止し、内場簡易小学校となる。安原第3分校廃止し、一ツ内簡易小学校となる。安原第4分校廃止し、一ツ内簡易小学校に併合。
- 1891年　- 内場簡易小学校を廃止し、内場尋常小学校を設置。一ツ内尋常小学校に名称変更。
- 1894年　- 安原実業補習学校開設。
- 1897年　- 安原高等小学校設立。1936年廃校。
- 1899年　- 東山小学校、東山尋常小学校開設。
- 1900年　- 西山尋常小学校開設。
- 1901年　- 内場尋常小学校を廃止し、香山尋常小学校開設。
- 1904年　- 香源学校開設。1908年廃止。
- 1941年　- 東山国民学校、西山国民学校、香山国民学校と改称。
- 1970年　- 上西小学校の香山、東山、西山教場開校式。
- 1971年　- 香山、東山、西山の3教場を総合して上西小学校発足。
- 2005年　- 市町村合併により、高松市立上西小学校と改称。
- 2015年　- 学校統合により、年度末に閉校となった[3]。4月6日、上西、塩江、安原の3小学校を統合した新「塩江小学校」の開校式が行われた[4]。

### 全校児童数の推移
高松市立上西小学校の児童数は減少傾向である。
- 2006年度：15人
- 2007年度：16人
- 2008年度：15人
- 2009年度：15人
- 2010年度：13人
- 2011年度：9人
- 2012年度：8人
- 2013年度：7人

## 進学先中学校
- 高松市立塩江中学校

## 校区内の主な施設
- 内場池運動センター
- しおのえふじかわ牧場

## 通学区域
塩江町上西甲、塩江町上西乙。